# Breviário

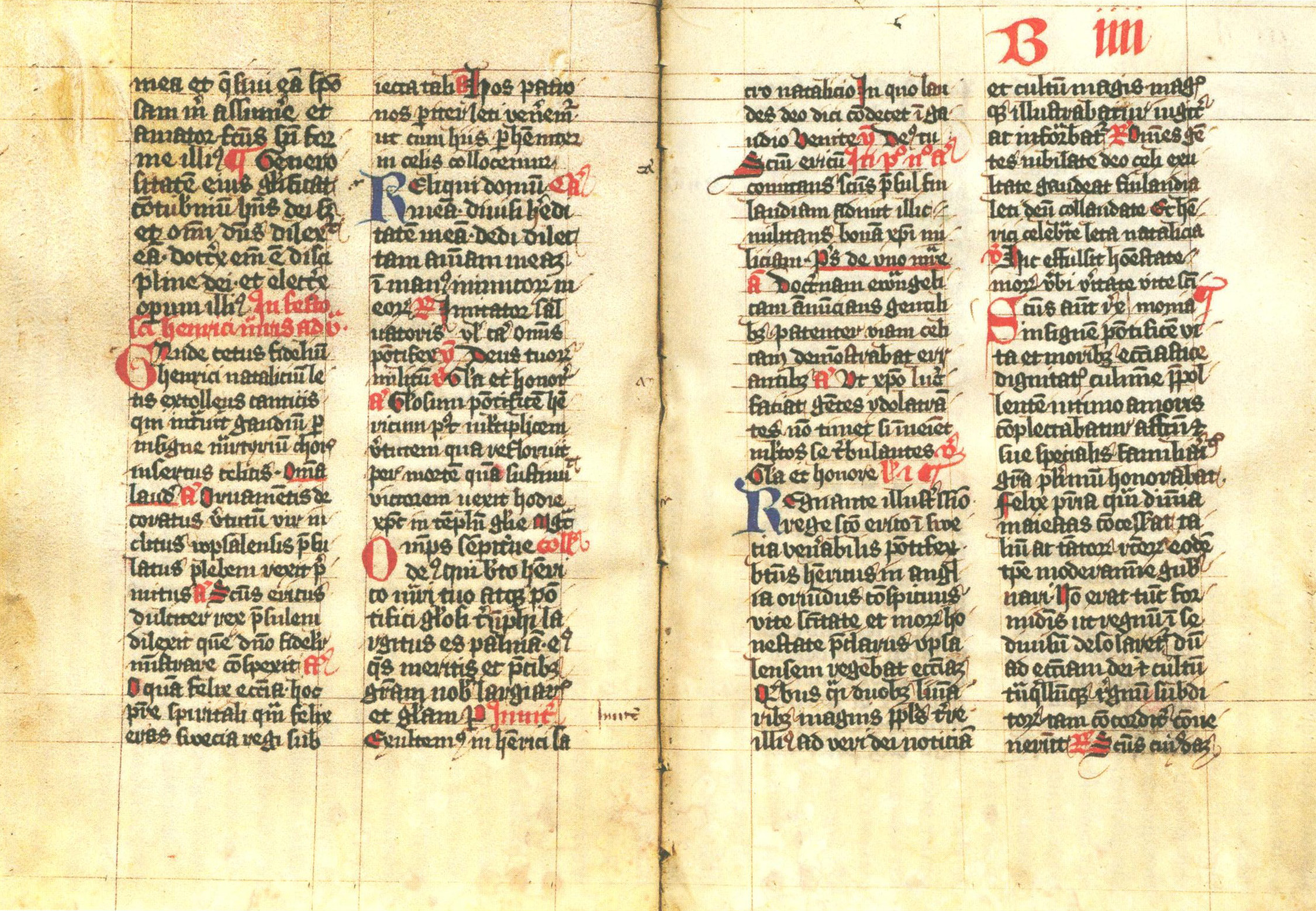
Páginas de um breviário usado na Diocese sueca de Strängnäs no século 15 d.C.

Um breviário (em latim : breviarium) é um livro litúrgico usado no cristianismo para rezar as horas canônicas, geralmente recitado em sete tempos fixos de oração.  
Historicamente, diferentes breviários foram usados em várias partes da cristandade, como Aberdeen Breviary,  Belleville Breviary, Stowe Breviary e Isabella Breviary, embora eventualmente o Breviário Romano tenha se tornado o padrão dentro da Igreja Católica Romana (embora mais tarde tenha sido suplantado com a Liturgia das Horas); em outras denominações cristãs, como as Igrejas Luteranas, continuam a ser usados diferentes breviários, como The Brotherhood Prayer Book.  

## Diferentes breviários

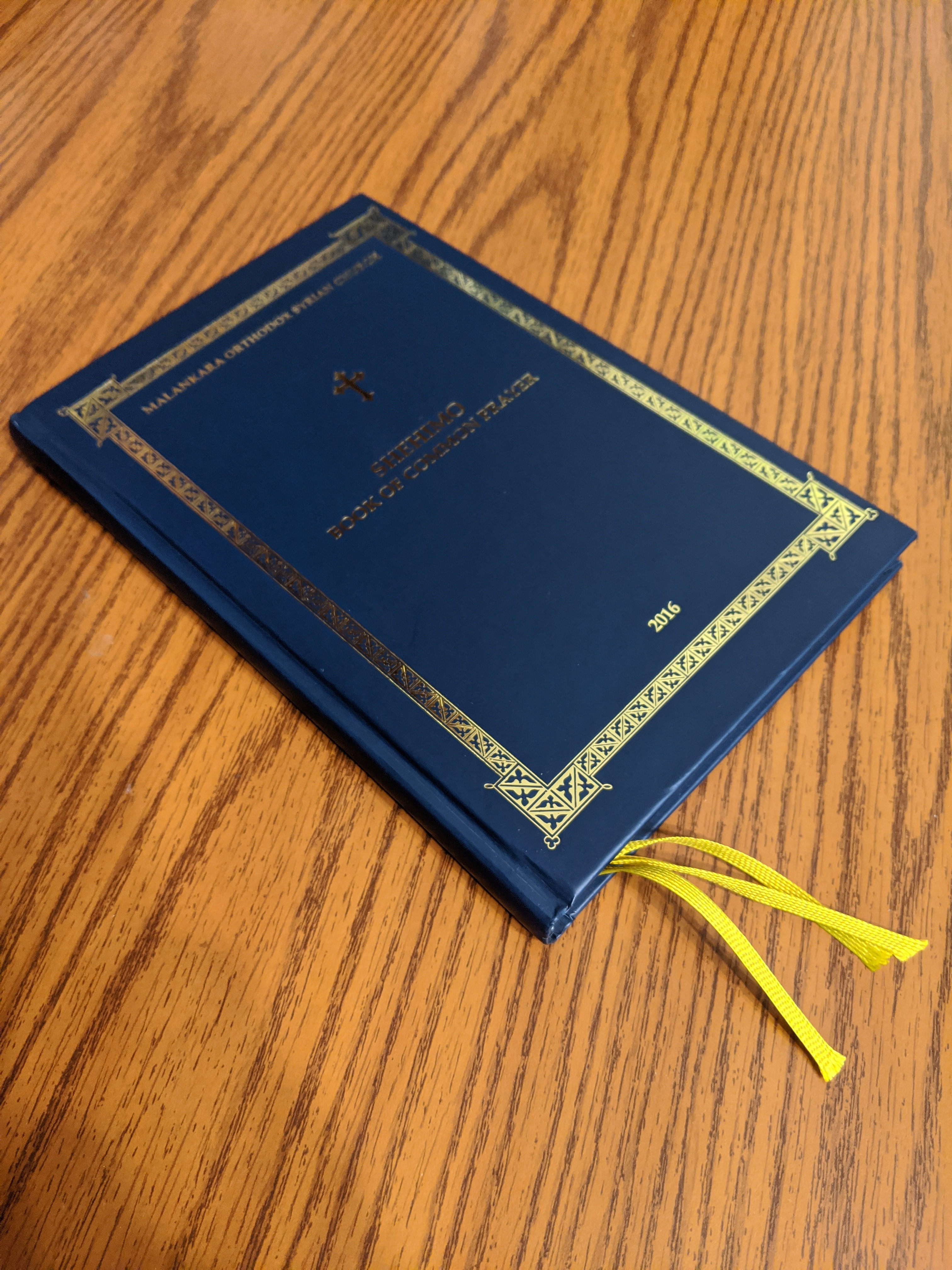
O Livro de Oração Comum Shehimo é o breviário usado na Igreja Ortodoxa Síria Malankara

Na Igreja Católica, o Papa Nicolau III aprovou um breviário franciscano, para uso naquela ordem religiosa, e este foi o primeiro texto a ter o título de breviário.  No entanto, o “conteúdo do breviário, em suas partes essenciais, é derivado dos primeiros tempos do cristianismo”, consistindo em salmos, lições da Escritura, escritos dos Padres da Igreja, bem como hinos e orações. 
O antigo breviário dos Brigitinos estava em uso há mais de 125 anos antes do Concílio de Trento e, portanto, estava isento da Constituição do Papa Pio V, que aboliu o uso de breviários diferentes do de Roma. 
Em 2015, The Syon Breviary of the Bridgettines foi publicado pela primeira vez em inglês (do latim). Isso foi feito em comemoração ao 600º aniversário da Abadia de Syon, fundada em 1415 pelo rei Henrique V. Seguindo o Movimento de Oxford na Comunhão Anglicana, em 1916, o Breviário Anglicano foi publicado pela Fundação Litúrgica Frank Gavin. 
No luteranismo, o instituto religioso Diakonie Neuendettelsau usa um breviário exclusivo da ordem; For All the Saints: A Prayer Book for and by the Church, entre muitos outros breviários como The Daily Office: Matins and Vespers, Based on Traditional Liturgical Patterns, with Scripture Readings, Hymns, Canticles, Litanies, Collects, and the Psalter, Designed for Private Devotion or Group Worship, também são populares no uso luterano. 
No cristianismo ortodoxo oriental, as horas canônicas da Igreja Ortodoxa Siríaca e da Igreja Ortodoxa Indiana estão contidas no breviário Shehimo;   a Igreja Ortodoxa Copta de Alexandria tem o breviário Agpeya e a Igreja Apostólica Armênia tem os Sharagnots ou Zhamagirk (cf. Octoechos (liturgia)#armênio Šaraknoc' ).  A Igreja Assíria do Oriente tem suas próprias 7 horas canônicas.
Na Igreja Ortodoxa Oriental, o Ofício Divino é encontrado no Horologion.